# Демисексуальность

Флаг демисексуальности. Чёрный отождествляет асексуальность, серый - грейсексуальность, фиолетовый - сообщество

Демисексуальность (от лат. demi— «разделение» + sexuality — «сексуальность») — сексуальная ориентация людей с ограниченным сексуальным влечением, пробуждающимся только в случае возникновения сильной эмоциональной привязанности. Также речь может идти о романтическом влечении, в таком случае возможно использовать термин демиромантичность.
Обычно классифицируется в спектре асексуальности. Для демисексуальности важна разница между первичным сексуальным влечением, то есть тем, которое основано на явно видимых характеристиках, и вторичным сексуальным влечением, то есть таким, которое развивается со временем на основе эмоциональной связи. Сила эмоционального влечения, которое демисексуальному человеку требуется испытывать к другому человеку для развития сексуального влечения, варьирует от человека к человеку.

## История
Термин был введен на форумах AVEN (Asexual Visibility and Education Network) в феврале 2006 года. Основываясь на теории, что сексуалы испытывают как первичное, так и вторичное сексуальное влечение, а асексуалы не испытывают ни того, ни другого, термин демисексуалы был предложен для людей, которые испытывают одно без другого.

## Определение
Общее определение демисексуальности гласит, что «демисексуальность — это сексуальная ориентация, при которой человек испытывает сексуальное влечение к кому-либо только после того, как у него сложилась тесная или сильная эмоциональная связь с ним». 
Это означает, что сексуальное влечение у демисексуала может формироваться из связи, которую они разделяют с другим человеком.
Сколько демисексуалам нужно знать о человеке, прежде чем они почувствуют к нему сексуальное влечение, варьирует от человека к человеку. Также нет конкретных временных рамок того, сколько времени это займет. Затруднительно описать что квалифицируется как тесная или сильная связь, что может вызывать путаницу.
Демисексуалы могут наслаждаться присутствием человека или быть привлечены некоторыми его качествами, не имея интереса встречаться с ним или строить с ним романтические отношения.

## Модель первичного и вторичного сексуального влечения
- Первичное сексуальное влечение: сексуальное влечение к людям, основанное на мгновенно доступной информации (например, их внешности или запахе). Первичное сексуальное влечение характеризуется тем, что возникает с первого взгляда.
- Вторичное сексуальное влечение: сексуальное влечение к людям, основанное на информации, которая не доступна мгновенно (например, личность, жизненный опыт, таланты и т. д.); то, как много человеку нужно знать о другом человеке и как долго ему нужно знать их, прежде чем разовьется вторичное сексуальное влечение, варьирует от человека к человеку[5][6].

После развития вторичного сексуального влечения демисексуалов возбуждают не только личностные черты. Они также могут испытывать или не испытывать возбуждение или желание в зависимости от физических особенностей людей, к которым они уже испытывают вторичное сексуальное влечение.

## Распространенные заблуждения и сексуальная активность
Распространённым заблуждением является то, что демисексуальные люди физически не могут заниматься случайным сексом. Демисексуальность относится к тому, как индивид испытывает сексуальное влечение, это не констатация его выбора или действия. . Демисексуалам обычно свойственно не желать секса, не испытывая сексуального влечения к другому человеку, но люди не обязательно следуют своим личным желаниям. Демисексуалы, как и все, имеют выбор, заниматься им сексом без сексуального влечения или не заниматься.
Другим распространённым заблуждением является то, что демисексуалы игнорируют внешность людей. Эта путаница проистекает из того факта, что демисексуалы не испытывают первичного сексуального влечения, основанного на мгновенно доступной информации, такой как внешний вид. Тем не менее, демисексуалы испытывают эстетическое влечение и могут иметь эстетические предпочтения во внешности партнёра. Эстетическое влечение — это влечение к внешности другого человека, которое не связано с каким-либо сексуальным или романтическим желанием, название происходит из сходства с другими известными эстетическими желаниями.
Хотя демисексуалы обычно не придают большого значения внешности при выборе партнёра, это не правило, которому люди должны следовать, чтобы считаться демисексуалами.
Также существует миф, что демисексуальность является признаком низкого сексуального влечения. Как только демисексуальные люди вступают в сексуальные отношения, у них может быть разный уровень сексуального влечения. Демисексуальность относится только к типу влечения, которое испытывает человек, а не к тому, как часто они занимаются сексом.
Демисексуалов-подростков могут привлекать вымышленные персонажи из фильмов и книг; для демисексуалов характерно испытывать влечение к персонажу, которого играет актёр, но не испытывать влечения к самому актёру, когда он выходит за рамки персонажа.

## Отношение к сексу
Демисексуалы, полу-асексуалы и асексуалы описывают своё отношение к сексу такими же словами, как и представители остальных видов сексуальности: желанный, нейтрально, безразличный, нежелательный отвратительный.
Отвратительный: чувство отвращения, незаинтересованности или дискомфорта при мысли о занятии сексом.
Безразличный: отсутствие особых чувств к сексу. Индифферентные к сексу люди могут участвовать в сексе или избегать его. Они также могут не испытывать к нему никаких положительных или отрицательных чувств.
Желанный: люди, хорошо относящиеся к сексу, наслаждающиеся им и ищущие его.
Двоякое: испытывают смешанные или сложные чувства по поводу акта или концепции сексуального взаимодействия, обычно колеблющиеся между сексуально-нейтральным, сексуально-благоприятным или сексуально-позитивным и сексуально-отталкивающим, сексуально-негативным или сексуально-неприязненным.
Как правило, эти термины используются для обозначения чьего-либо мнения о самом участии. Однако они также могут использоваться для описания того, что они чувствуют, читая, наблюдая, слушая или представляя эти действия. Приставка «анти-», в частности, часто используется для обозначения негативного отношения к деятельности или присутствием в этой деятельности. Чувства человека могут варьироваться в зависимости от ситуации или других факторов, таких как идентичность, социальный контекст, общее социальное понимание или намерения, или уровень комфорта с другим человеком. Например, человеку, который является эгосексуалом, может нравиться думать о сексуальных действиях с участием других, но если он представляет, что лично участвует в этих действиях, он может испытывать сексуальное отвращение.